# Maersk Air Cargo
Maersk Air Cargoはデンマークの貨物航空会社。親会社であるA.P. モラー・マースクの傘下航空会社で、世界各地へ貨物便を運航している。

## 歴史
Maersk Air Cargoは1987年にフォッカーF27を他社から買収し、設立された。設立当初はフォッカーF27を3機運航し、後に機材増強により4機となった。これら機材は旅客便と貨物便、両方に使用された。1988年では同社初の死亡事故が発生した。1993年にはアメリカのUPSと契約を締結し、ボーイング727でケルン・ボン空港から運航開始した。

## 保有機材
- ボーイング767-200SF︰10機(うち2機はMaersk Air Cargo UKが運航)
- ボーイング767-300SF ︰5機
- ボーイング767-300F ︰5機
- ボーイング777F ︰ 2機

## 就航地
| 国・地域       | 就航都市     | 空港             | 備考     |
| -------------- | ------------ | ---------------- | -------- |
| デンマーク     | ビルン       | ビルン空港       | ハブ空港 |
| ベルギー       | リエージュ   | リエージュ空港   |          |
| イギリス       | バーミンガム | バーミンガム空港 |          |
| ウズベキスタン | ナヴォイ     | ナヴォイ空港     |          |
| 中国           | 鄭州         | 鄭州新鄭国際空港 |          |
| 中国           | 杭州         | 杭州蕭山国際空港 |          |
| 中国           | 鄂州         | 鄂州花湖国際空港 |          |